# Sportlandgoed De Haamen
Sportlandgoed De Haamen is een sportpark gelegen in Beek in de Nederlandse provincie Limburg. De Haamen heeft twee sporthallen, drie voetbalvelden, negen tennisvelden, twee honkvelden, een atletiekbaan en een binnenzwembad.

## Aanzet tot bouw
In juli 1974 werd aan de gemeenteraad van Beek een voorstel gedaan tot de bouw van een sporthal op het terrein op de hoek van de Oude Pastorie en De Haamen. Hierover werd op 8 augustus 1974 vergaderd en uiteindelijk met elf stemmen vóór en vier stemmen tegen aangenomen. De sporthal werd op 18 december 1979 geopend als gemeentelijke sporthal van de gemeente Beek.

## Sportzone Limburg
De Haamen maakt onderdeel uit van de Sportzone Limburg, een project dat onder andere door de provincie Limburg mogelijk wordt gemaakt. De Haamen heeft een belangrijke rol in de sportzone omdat het een thuishaven werd voor mensen met een beperking. De uitbouw tot Sportlandgoed De Haamen was in 2013 begonnen en was naar verwachting in 2015 klaar.

## Internationale wedstrijden
In meermaals speelde eredivisie handbalclub Blauw-Wit uit Neerbeek (tegenwoordig gefuseerd tot BFC) in de Champions Cup in De Haamen. Ook speelde Blauw-Wit EHF Cup en City Cup wedstrijden in de hal.

## Sportaccommodaties
De sporten uitgeoefend bij De Haamen
| Veld           | Sport            | Verenigingen              |
| -------------- | ---------------- | ------------------------- |
| Atletiekbaan   | Atletiek         | AV Caesar                 |
| Skeelerbaan    | Skaten           | Limburgse Schaatsvrienden |
| Honkbal velden | Honkbal, Softbal | HSV Cheetahs              |
| Sporthal       | Badminton        | BCG Beek                  |
| Sporthal       | Handbal          | BFC Beek                  |
| Sporthal       | Rolstoelhockey   | The Black Scorpions       |
| Sporthal       | Volleybal        | VCB&S                     |
| Sporthal       | Zaalvoetbal      | ZVV Smedi                 |
| Sporthal       | Zaalvoetbal      | ZVV de Keigel             |
| Sporthal       | Zaalvoetbal      | ZVV de Metro              |
| Sporthal       | Zaalvoetbal      | ZVV Neerbeek              |
| Tennispark     | Tennis           | BRZ                       |
| Voetbalvelden  | Voetbal          | VV Caesar                 |
| Voetbalvelden  | Voetbal          | RKVV Neerbeek             |
| Zwembad        | Zwemmen          | ZV Becha                  |
| Zwembad        | Zwemmen          | Beekse Zwemvrienden       |